# Edificio Narkomzem
El edificio del Comisariado del Pueblo para la Agricultura es un monumento arquitectónico del constructivismo, un objeto del patrimonio cultural de importancia regional, ubicado en la calle Sadovaya-Spasskaya, en el distrito Krasnoselsky de Moscú.

## Historia
El Comisariado del Pueblo de Agricultura de la URSS se estableció en 1929, pero la construcción de un edificio administrativo para el Narkomzem comenzó un año antes, en 1928. Originalmente: un proyecto competitivo de la Unión Cooperativa de Seguros de toda Rusia en Moscú. 1928. Alexander Grinberg con la participación de A. V. Shchusev. El diseño del edificio en la intersección de la calle Sadovaya-Spasskaya y Orlikov Lane fue realizado por el arquitecto Alexei Shchusev y el equipo de su taller: Dmitry Bulgakov, Isidor French, Georgy Yakovlev y Alexander Grinberg. El trabajo de construcción se completó en 1933. Posteriormente, el Comisariado de Agricultura del Pueblo fue reemplazado por el Ministerio de Agricultura de la URSS. En 1987, por decisión del Comité Ejecutivo del Ayuntamiento de Moscú, el edificio fue tomado bajo protección estatal como monumento arquitectónico de la era soviética. Tras el colapso de la Unión Soviética, el edificio albergaba el Ministerio de Agricultura de la Federación de Rusia.

## Arquitectura
El edificio del Comisariado del Pueblo para la Agricultura se considera uno de los edificios públicos más grandes e importantes de Moscú de finales de la década de 1920 y principios de la de 1930. Consta de 3 edificios, construidos alrededor de un patio trapezoidal, y ocupa una manzana entera. El edificio central da a la calle Sadovaya-Spasskaya, la esquina en la intersección con Orlikov Lane está marcada por una proyección semicilíndrica, la esquina con la avenida Akademik Sakharov está plásticamente marcada por el redondeo de las paredes, sobre las cuales, a nivel de 7-8 pisos, aparecen los bordes lisos del volumen rectangular.
Autor del libro “Prospectos del Moscú soviético. La historia de la reconstrucción de las principales calles de la ciudad. 1935-1990 " Andrey Rogachev señaló que la elección del estilo constructivista, poco característico de Shchusev, estuvo determinada por las soluciones arquitectónicas del espacio circundante. La base no fueron las casas variadas del siglo XIX, principios del siglo XX, directamente adyacentes al sitio de construcción, sino el edificio del Comisariado del Pueblo de Ferrocarriles en construcción cerca de la calle Sadovaya-Chernogryazskaya según el diseño de Ivan Fomin y el desarrollo de Novokirovsky Prospekt, que tiene características similares a las de vanguardia. El edificio del Comisariado Popular de Tierras combina diferentes formas y volúmenes, creando asimetría, se utilizan ventanas con cinta y "reclinadas", que contrastan con las superficies lisas enlucidas.
Por primera vez en Moscú, se aplicaron muchas innovaciones tecnológicas en el edificio, incluidos los ascensores continuos. Su mecanismo no ha cambiado desde la década de 1930 y sigue funcionando. Durante el funcionamiento del edificio, se reemplazaron ventanas e interiores, la decoración original se conservó solo en el salón de actos. También en el período moderno El edificio fue repintado de rojo anaranjado.